# Tmarus farri
Tmarus farri là một loài nhện trong họ Thomisidae.
Loài này thuộc chi Tmarus. Tmarus farri được Arthur Merton Chickering miêu tả năm 1965.